# زیراج
زیراج که به نام زیراچ در بین اهالی معروف تر است روستای کوچکی است در دهستان القورات از توابع بخش مرکزی شهرستان بیرجند، واقع در استان خراسان جنوبی که بر پایه سرشماری عمومی نفوس و مسکن در سال ۱۳۹۵ جمعیت این روستا ۸۱ نفر (در ۳۰ خانوار) بوده‌است.